# Ісламський рух Узбекистану
Ісламський рух Узбекистану (узб. Oʻzbekiston islomiy harakati,
Ўзбекистон исломий ҳаракати) — ісламістська терористична організація, створена в 1996 році колишніми членами низки заборонених в Узбекистані політичних партій і рухів, включаючи «Адолат Уйушмасі» ("Суспільство справедливості "), «Ісламська Партія»(«Воїни Ісламу») та ін. Політичним керівником руху став Тахір Юлдашев, керівником військової ланки — Джума Ходжієв(Намангані). 4 лютого 2003 року Верховний суд РФ визнав організацію терористичної та заборонив її діяльність на території Росії .
ІДУ розглядається як терористична організація багатьма країнами світу, включаючи Росію та США.
Діяльність ІДУ переслідується владою Узбекистану, тому більшість керівників та рядових членів руху перебуває на еміграції. Штаб-квартира до війни в Афганістані розташовувалася в Кандагарі (Афганістан).
Багато членів ІДУ брали участь у громадянській війні в Таджикистані на боці Об'єднаної таджицької опозиції (ОТО). Під час процесу внутрішньотаджицького врегулювання польові командири ІДУ відмовилися виконувати умови угоди, підписаної між урядом та ВТО. У серпні 1999 року загони ІДУ (чисельністю майже 1000 чоловік) вторглися з території Північного Таджикистану до південних районів Киргизстану (Баткенські події). У жовтні того ж року загони руху залишили територію цієї республіки.
У період війни в Афганістані члени ІДУ брали участь у спротиві об'єднаним міжнародним силам, під час бомбардувань у листопаді 2001 року загинув військовий лідер руху Джума Ходжієв (Намангані) .
Вимушені залишити Афганістан озброєні формування ІДУ, очолювані Тахіром Юлдашевим, влаштувалися в пакистанських провінціях Північний і Південний Вазірістан, де взяли участь у Вазиристанських війнах на боці Талібану проти армії Пакистану .
У грудні 2002 року ІДУ організувала теракт у Бішкеку. У травні 2003 року — у місті Ош. Приблизно тоді ж угруповання змінило назву на «Ісламський рух Туркестану».
Інформація про знищення Юлдашева неодноразово поширювалася як представниками сил міжнародної коаліції, так і афганською поліцією. Згідно з останнім повідомленням, лідера ІДУ було тяжко поранено в результаті ракетного удару, завданого американським безпілотним літальним апаратом у серпні 2009 року і згодом помер у госпіталі, проте представники Ісламського руху Узбекистану спростовували цю інформацію аж до 8.
Після смерті Юлдашева ІДУ очолив Усман Аділ, наприкінці січня 2012 року з'явилася інформація про його знищення на території Афганістану. Згодом ця інформація виявилася хибною, але вже у квітні Аділ загинув на території Пакистану внаслідок удару американського безпілотника. У серпні 2012 року ІДУ визнало загибель Усмана Аділа, тоді ж було оголошено, що новим лідером ІДУ став Усман Газі.
6 жовтня 2014 року із заяв представників правоохоронних органів Узбекистану стало відомо, що Усман Газі заявив про приєднання своєї організації до «Ісламської держави». У березні 2015 року в інтернеті з'явилося відео, на якому показано обезголовлювання афганського військового, а саме угруповання присягає на вірність «ІДІЛ».